# 山中溫泉
36°14′50″N 136°22′22″E / 36.24712°N 136.372797°E

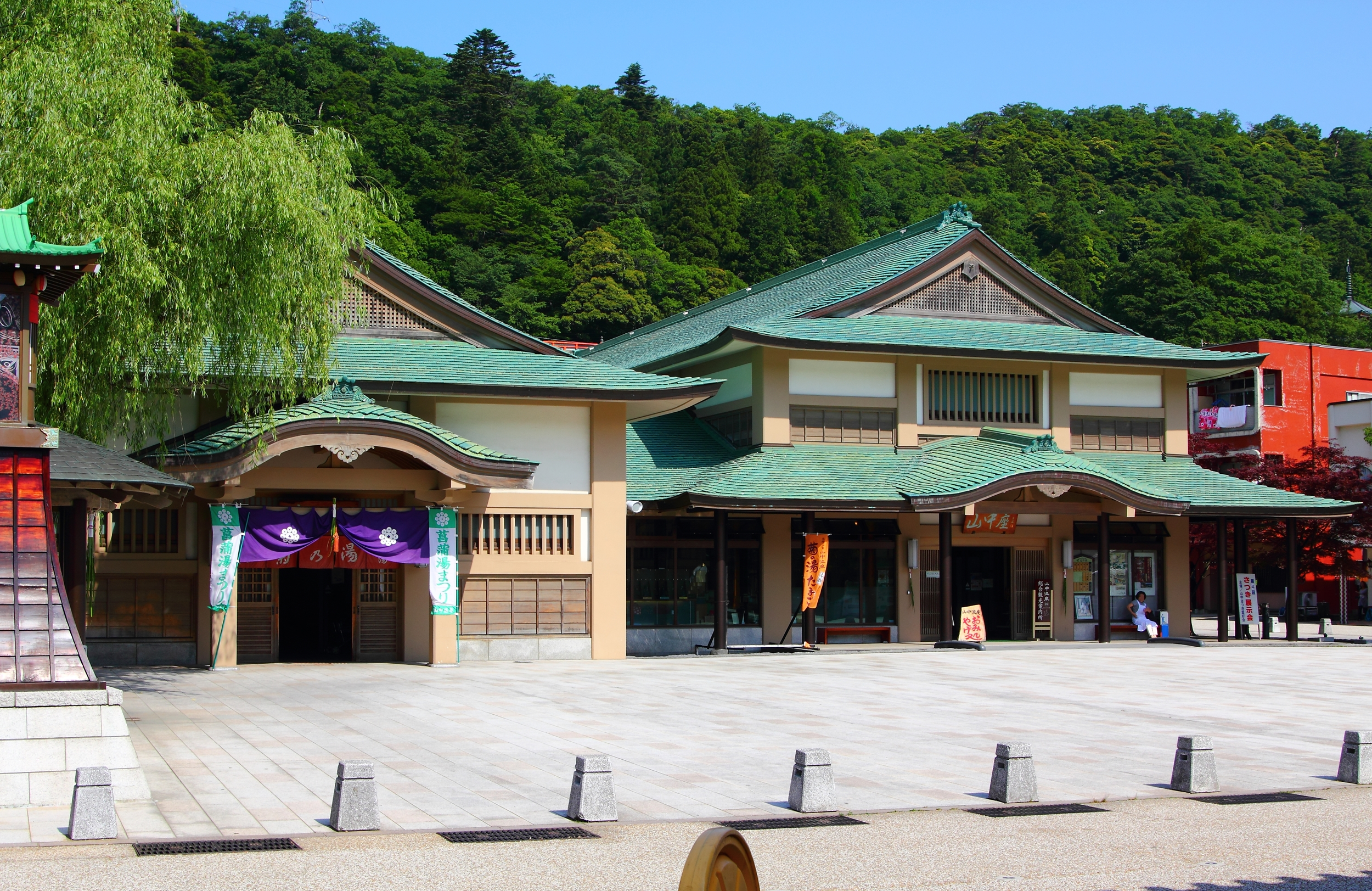
山中溫泉

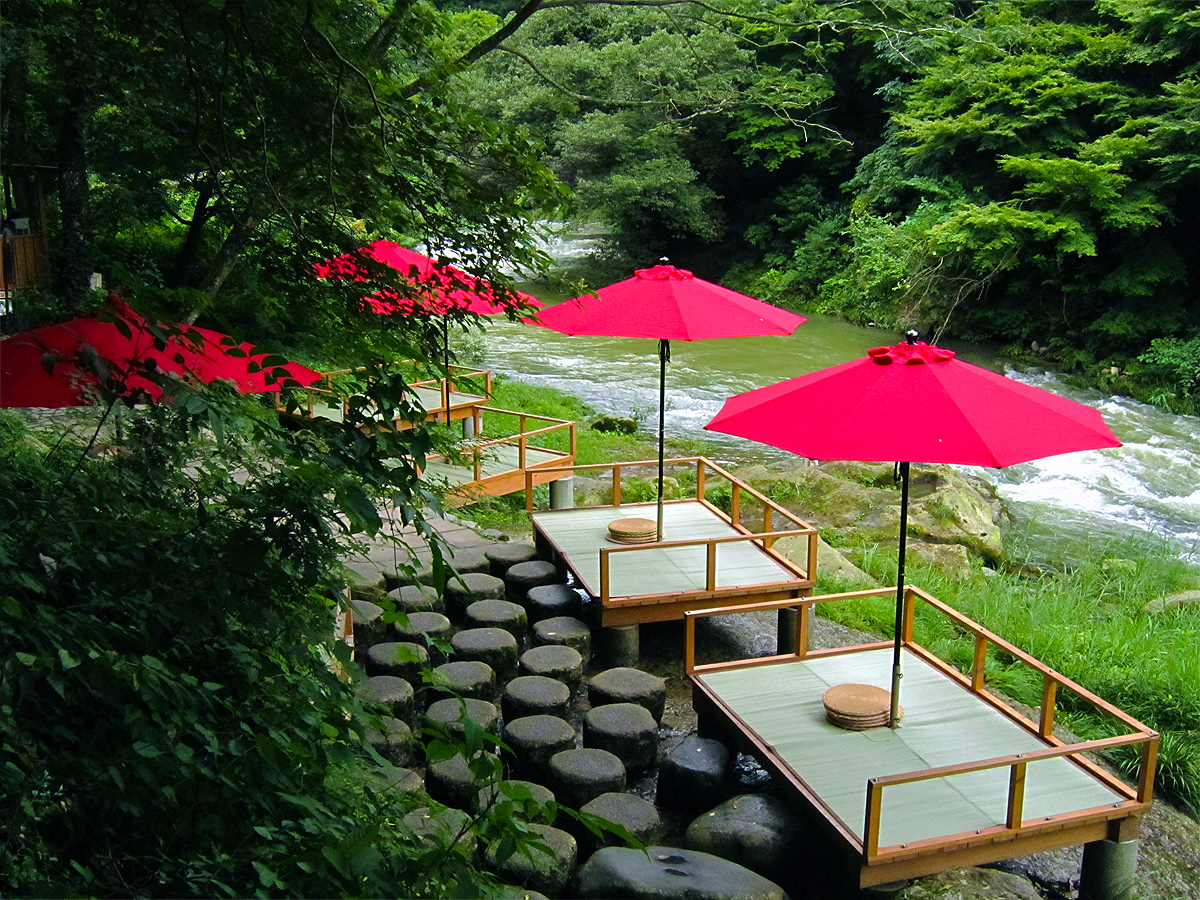
鶴仙渓

山中溫泉（日语：／ Yamanaka Onsen */?），是位於日本石川縣加賀市的一個溫泉，歷史據傳超過1300年 ，為加賀溫泉鄉的一部分。山中溫泉的溫泉街主要位於大聖寺川溪谷沿岸。

## 外部連結
- 山中温泉観光協会
- 山中温泉 南町ゆげ街道 （页面存档备份，存于）
- 道の駅 山中温泉 ゆけむり健康村
- 山中温泉の宿